# Wniebowzięcie Mojżesza
Wniebowzięcie Mojżesza (zwane też Testamentem Mojżesza), (hebr.  עליית משה) – judaistyczna księga apokryficzna Starego Testamentu.
Oryginał tej księgi był napisany po hebrajsku. Współcześnie znane jest łacińskie tłumaczenie z VI wieku wcześniejszego greckiego przekładu, które zostało odkryte w XIX wieku w Bibliotece Ambrozjańskiej w Mediolanie. Księga pierwszy raz została opublikowana w 1861. 
Powstała zapewne pod koniec I wieku, w środowisku Lewitów. Opowiada dzieje Lewity Taxo i jego siedmiu synów.
Księga ta znana była już we wczesnym chrześcijaństwie, a papież Gelazjusz i Orygenes wielokrotnie ją cytowali w swoich pismach (w tym tekst, który nie zachował się w kopii łacińskiej). 
Jedną z hipotez jest, że istniały dwa apokryfy – Testament Mojżesza i Wniebowzięcie Mojżesza, a wymienieni autorzy chrześcijańscy przytaczali dwa różne teksty.